# موج‌شکن انزلی
موج شکن انزلی (به گیلکی: أنزَلی مؤل)، نام موج شکنی است که در بندر انزلی، از شهرهای استان گیلان قرار دارد.
قبل از اینکه موج شکن‌های انزلی احداث گردد کانال مابین انزلی و غازیان همانند خلیجی بود که کشتی‌های تجارتی به منظور تخلیه و بارگیری یا مصون ماندن از امواج و توفان دریا در آنجا پناه آورده به اسکله‌ها پهلو گرفته یا روی لنگری می‌ایستادند. اما امواج دریا، تا داخل کانال را می‌کوبید و به شناورهای مستقر در خلیج آسیب می‌رسانید. از این رو نیاز به احداث موج شکن‌ها احساس گردید و در نتیجه قرارداد این بنای عظیم که از شاهکارهای معماری درنوع خود است در سال ۱۲۷۴ خورشیدی (۱۸۹۵ میلادی) بین دولت ایران و کمپانی (احداث راه انزلی - قزوین) منعقد گردید.

## معرفی موج شکن‌های غازیان و انزلی
طول موج شکن غازیان ۷۵۰ متر و موج شکن انزلی نیز ۵۲۰ متر می‌باشد و کار ساختمان آن در سال ۱۹۱۴ میلادی ۱۲۹۳ شمسی کاملاً پایان پذیرفت. به منظور احداث موج شکن‌ها به طول ۱۴ کیلومتر راه‌آهنی از کوه‌های پونل تالش تا انتهای غرب خلیج کپورچال در مرداب کشیده شد و سنگ‌ها، از کوه‌های پونل استخراج و پس از تراشیده شدن به اسکله کپورچال حمل و از آنجا به‌وسیله کرجی‌های بزرگ که با قایق‌های موتوری یدک می‌شد، به محل احداث موج شکن‌ها و اداره بندر منتقل و تخلیه می‌گردید. موج شکن‌ها زیر نظر دو مهندس روسی به نام‌های علی اف و پلاناتوف بنا گردید و این بنای عظیم را روی تیرهای چوبی که در کف دریا به ردیف کوبیده‌اند ساخته شده‌است.

## تاریخچه
از سال ۱۳۰۶ شمسی که تأسیسات اداره بندر، از شوروی به ایران تحویل گردید، اداره بندر و کشتیرانی در تعمیر و نگهداری آن اقدام و در سال ۱۳۱۴ شمسی به منظور مصون ماندن موج شکن‌ها از ضربات امواج دریا، مکعب‌های بتونی موجود را در جلو و اطراف موج شکن‌ها قرار دادند و بعدهای طرفین و زیر موج شکن‌ها که خالی بوده با بتون پوشانیده شده‌است. گردش روی موج شکن‌ها و تماشای منظره دریا و کانال و ساحل انزلی و بلوار، از فراز آن خاطره فراموش نشدنی در بیننده باقی خواهد گذارد.